# Flautim-verde
Flautim-verde (nome científico: Schiffornis virescens) é uma espécie de ave da família dos titirídeos. É encontrada em diversos países da América do Sul.